# سباستین روسلدا
سباستین روسلدا (اسپانیایی: Sebastián Rusculleda‎؛ زادهٔ ۲۸ آوریل ۱۹۸۵) بازیکن فوتبال اهل آرژانتین است.

## باشگاهی
از باشگاه‌هایی که در آن بازی کرده‌است می‌توان به باشگاه فوتبال پانتولیکوس، باشگاه ورزشی سن لورنسو آلماگرو، باشگاه فوتبال اتلتیکو تیگره، و باشگاه فوتبال الاهلی عربستان سعودی اشاره کرد.